# ソニン (清)
ソニン（満洲語: ᠰᠣᠨᡞᠨ、ラテン文字転写：Sonin、漢字：索尼、1601年 - 1667年）は、清初の重臣。諡号は文忠。満洲正黄旗の出身。ヘシェリ氏。

## 生涯
ヌルハチ（太祖）・ホンタイジ（太宗）に従い、各地を転戦した。漢文・満洲語・モンゴル語に通じていたので、通訳としても重要な役割を担った。

### 反摂政王
崇徳8年 (1643)、太宗ホンタイジが崩御し、新皇帝の擁立が急がれる中、ソニンは諸皇子から擁立すべしと主張した。それに対してホンタイジの異母兄弟にあたる英親王・阿済格アジゲ、睿親王ドルゴン、豫親王ドド (以上三名は同母兄弟) は帝位を窺伺し、ホンタイジの子・粛親王ホーゲと対立したが、最終的に、ヌルハチ次子・礼親王ダイシャンのとりなしでホーゲの弟・福臨が即位した (順治帝)。ソニンは譚泰、図頼トゥライ、鞏阿岱、錫翰、鄂拝と三官廟において盟約を結び、幼帝の輔弼を誓った。
順治元年 (1644)、ドルゴンに従って入関 (山海関より北京へ入城) し、明清交替を果すと、翌2年 (1645)、ソニンは二等昂邦･章京アンバン･ジャンギン (＝後の子爵) に陞爵した。高位に在る者が郎官を務めるのは不都合という理由でドルゴンにより啓心郎の職を解かれたが、吏部事務への参与は継続した。
その後、ドルゴンが摂政王として政治を専断すると、譚泰、鞏阿岱、錫翰は挙ってソニンとの盟約に背き、ドルゴン側に寝返った。そんな中でドルゴンに附順しようとしなかったソニンはドルゴンの恨みを買った。更に、順国皇帝を自称した李自成が敗走に際して紫禁城を焼き払い、清朝がその修復を議っていた最中、ドルゴンは自らの王府造営に工匠派遣や建材提供を優先させるよう工部に融通させた挙句、不満を抱き諫言を具申した佟機の死刑を主張したが、ソニンは無罪を主張した為、ドルゴンの恨みを強めることとなった。また、英親王アジゲが順治帝を「孺子ねんね」と侮ったことにつき、ドルゴンに断罪を求めたが斥けられたソニンは、ドルゴンが諸大臣を召集して諸王分封を議論させると、反対の姿勢を堅持し対抗した。鞏阿岱と錫翰が「索尼ソニンは王 (＝ドルゴン) の天下を平ぐるを欲せざるか」と非難してソニン断罪を求めたが、ドルゴンはこれをも斥けた。その後、固山･額真グサイ･エジェン (＝後の都統) 譚泰が、軍兵に対し宣読せよと下された勅書を宣読せずに隠匿し、ソニンに告発されて公爵を剥奪された。譚泰は意趣返しに、ソニンが内庫の漆琴を人に流したことなどを訐あばき、ソニンは罷免された。
順治3年 (1646)、巴牙喇･纛･章京バヤライ･トゥイ･ジャンギンのトゥライが譚泰とソニンを弾劾した。譚泰は順治初年の西安での明兵討伐に遅れて参じ、江南への進軍におよんでも従軍に対する不満をトゥライに漏らしていた。トゥライはドルゴンに奏上すべく奏章を作成してソニンに送ったが、伝者・塞爾特は譚泰の罪科が暴露されることを恐れ、トゥライの奏章を河に投げ棄てて証拠湮滅を図った挙句、奏章はすでにソニンに届けたと主張した為、冤罪をかけられたソニンは斬首を求刑された。しかし改めてソニンを訊問すると、「吾、前に譚泰の詔旨を匿せるの罪を発きぬ。顧あに図頼トゥライの書を匿して以て之 (＝譚泰) を庇ふか」と反駁され、窮したドルゴンが伝者・塞爾特を追究したことでソニンの無罪が明らかとなった。間も無くソニンは世職を恢復されたが、ドルゴンと譚泰らは歯軋りして悔しがった。
順治5年 (1648) の清明節、祭祀を命ぜられたソニンが昭陵に詣でると、ベイセ・屯斉はソニンとトゥライらが粛親王ホーゲの擁立を企んでいるとして死刑を求め、ドルゴンは官職免黜、家財没収の上でソニンを昭陵の墓守として左遷した。

### 順治親政
順治8年 (1651)、順治親政が始まると、順治帝は無辜のソニンを昭陵から召還し、二等精奇尼･哈番ジンキニ･ハファン (後の子爵に相当) の世職を恢復した。ソニンは更に世襲の一等伯爵に陞叙され、内大臣に抜擢され、議政大臣を兼務し、内務府を総轄するなど出世が続いた。
順治18年 (1661) 1月7日、順治帝崩御。遡ること崩御の五日前、死期を悟った順治帝は次代皇帝として玄燁 (後の康熙帝) を指名し、幼帝の補佐にソニン、スクサハ、エビルン、オボイの四大臣を立てるよう勅旨を出した。4人は利権を巡って対立しつつも、ソニンの力によって微妙な均衡を保った。ソニンが輔政大臣の時期には、満洲時代からの功臣として、明朝以来の「内閣」「十三衙門」等を国初の「内三院（bithe i ilan yamun）」「内務府（booi）」に改めるなど、国粋主義的な政策を推し進めた。1667年（康熙6年）にソニンは一等公（uju jergi gung）を授けられたが、その年に病没した。ソニンが死んだ後、まもなくオボイが朝廷の覇権を握るようになった。

## 子孫
(以下、特別に註釈を附さない限り、『八旗滿洲氏族通譜』からの引用。)
- 長子・噶布喇ガブラ
  - 孫・常泰：ガブラの長子。
  - 孫女 (名不詳)：ガブラの娘。康熙帝の第一皇后 (孝誠仁皇后)。[1]
    - 曾孫・胤礽：康熙帝の第二皇子にして皇太子 (後に廃嫡)。[6]
- 三子・ソンゴトゥ[1]
- 五子・心裕
- 六子・法保
  - 孫・法爾薩：法保の長子。

## 脚註

### 註釈
1. ↑  [参考] フュンドンの第七子。

### 参照
1. 1 2 3 4 5 6 7 8  “索尼”. 清史稿. 249. 清史館
2. ↑  “國朝人物五 (索尼姓赫舍里隷正黃旗滿洲大學士希福從子也)”. 欽定盛京通志. 69. 四庫全書
3. ↑  “順治8年3月18日段5093”. 世祖章皇帝實錄. 55. -
4. ↑  “順治18年1月1日段8003”. 聖祖仁皇帝實錄. 1. -
5. ↑  “都英額地方赫舍里氏”. 八旗滿洲氏族通譜. 9. -
6. ↑  “列傳一 (孝誠仁皇后)”. 清史稿. 214. 清史館

## 参照
- 愛新覚羅･弘昼, 西林覚羅･鄂尔泰, 富察･福敏, (舒穆祿氏)徐元夢『八旗滿洲氏族通譜』四庫全書, 乾隆9年 (1744) (漢文)
- アグイ, 他『欽定盛京通志』四庫全書, 乾隆49 (1784) (漢文)
- 趙爾巽, 他100余名『清史稿』清史館, 民国17年(1928) (漢) ＊中華書局版